# Case IH 1455
De Case IH 1455 is een tractor van het merk Case IH.

## Eigenschappen
De verschillen tussen de 1455 XL zitten vooral in de banden en de motor. De laatste tractor van dit model werd geproduceerd in 1996 in een fabriek in Neuss. De Case IH 1455 XL is daarmee ook de laatste XL-serie en werd opgevolgd door de Case IH  Maxxum 5120, 5130, 5140 en 5150. Waarbij de 5150 ook was voorzien van een 6 cilinder motor.
De 1455 XL is een handgeschakelde tractor met zes versnellingen. De motor heeft een vermogen van 145 pk, maar door de langeslagmotor houdt de trekker het langer vol dan een korteslagmotor. Diverse bedrijven draaiden de brandstofpomp op voor het zware landwerk waarbij de motor ook zonder problemen 170 pk kon leveren. Echter bleken motoren van Perkins in dezelfde klasse sterker te zijn; voor deze motoren werd later gekozen.

## Bijzonderheden
De tractor deed in het blad Boerderij mee aan de verkiezing tot mooiste tractor ooit. De Case IH 1455 XL werd door de Boerderij-lezers verkozen boven de Fendt 936 en de John Deere 7430 Premium.